# Xavier (лично име)
Лично име Xavier је мушко име изведено из имена познатога шпанског (Краљевина Навара) католичког свештеника Светог Франсиска Хавијера из 16. столећа.
У зависности од националности у транскрипцији на српски језик име варира, а често се неправилно преноси по узору само на шпански језик. Међутим, ако се из енглескога језика узима, онда је једина исправна транскрипција Завијер, а не Ксавијер. Са шпанског и каталанског је Хавијер, са баскијскога Шабијер, са грчкога Ксавијерос, а са францускога Гзавије.

## Етимологија
Xavier потиче од имена језуитског свеца мисионара Франсиска Хавијера, где Хавијер представља његово родно место Хавијер ( Шабијер на баскијском; Хавијер на старом шпанском) у Краљевини Навара. Топоним је сам по себи романизација баскијског имена места (и презимена) etxe berri, што значи „дворац“, „нова кућа“ или „нови дом“.

## Људи с овим именом

### Уметност
- Завијер Самјуел, аустралски глумац
- Ксавијер Долан, квебешки глумац и режисер

### Политика
- Гзавије Бетел (рођен 1973), луксембуршки политичар
- Хавијер Еспот Замора (рођен 1979), андорски политичар и тренутни премијер Андоре

### Спорт
- Шавијер Шаби Алонсо (рођен 1981), шпански фудбалер
- Хавијер Чави Ернандез (рођен 1980), шпански фудбалски менаџер и бивши играч
- Гзавије Малис, белгијски професионални тенисер

### Остало
- Ксавије Биша (1771–1802), француски анатом и патолог

## Измишљени ликови
- Професор Чарлс Завијер (Професор Екс), протагониста Марвеловог стрип тима Екс-људи.
- Бригадни генерал Френк Завијер Хјумел, антагониста у Стени.
- Хавијер Чавез, лик из Слагалице страве 2